# Mesalina martini
Espèce
Synonymes
- Eremias martini Boulenger, 1897

Mesalina martini est une espèce de sauriens de la famille des Lacertidae.

## Répartition
Cette espèce se rencontre en Égypte, au Soudan, en Érythrée, en Éthiopie, à Djibouti, en Somalie et au Yémen.

## Étymologie
Cette espèce est nommée en l'honneur de Henri Martin.

## Publication originale
- Boulenger, 1897 : Description of a new lizard from Obok. Annals and Magazine of Natural History, ser. 6, vol. 19, p. 467-468 (texte intégral).